# Habenaria coxipoensis
Habenaria coxipoensis är en orkidéart som beskrevs av Frederico Carlos Hoehne. Habenaria coxipoensis ingår i släktet Habenaria och familjen orkidéer. Inga underarter finns listade i Catalogue of Life.